# La Fille de ma mère
La Fille de ma mère (Ina, Kapatid, Anak) est une série télévisée philippine diffusée entre le 8 octobre 2012 et le 14 juin 2013 sur l'ABS-CBN.
En France, la série a été diffusée en 2014 sur les chaînes ATV et en 2015 sur Antenne Réunion.
L'histoire commence à la naissance de deux filles "les jumelles", dont l'une a été enlevée pour être donnée une famille très riche dont la femme ne pouvait avoir d'enfant.
20 ans plus tard, les filles étudient dans la même classe et deviennent amies sans connaître la vérité.

## Distribution

### Acteurs principaux
- Kim Chiu : Celyn Marasigan-Lagdameo / Celyn A. Buenaventura
- Maja Salvador : Margaux Marasigan-Castillo
- Xian Lim : Liam Lagdameo
- Enchong Dee : Ethan Castillo

### Acteurs secondaires
- Cherry Pie Picache : Theresa C. Apolinario-Buenaventura
- Janice de Belen : Beatrice C. Elizalde-Marasigan
- Ariel Rivera : Julio Marasigan
- Ronaldo Valdez : Zacharias Apolinario
- Eddie Gutierrez : Lucas Elizalde
- Pilar Pilapil : Yolanda Cruz-Elizalde

### Acteurs étendues
- John Regala : Emilio « Mio » Buenaventura (Tony Montana)
- Mickey Ferriols : Lourdes « Lulu » Castillo
- Christian Vasquez : Antonio Lagdameo, Sr.
- Jayson Gainza : Oscar Apolinario
- Francine Prieto : Martina Lagdameo
- Rufami : Aliyah
- Mike Austria : Aurelio Castillo
- Clarence Delgado : Ivan Lagdameo
- Alex Medina : Diego Medina / Joshua Buenaventura
- Greggy Santos : Badong

### Acteurs invités
- Marie Joy Dalo : Fiona Ortega
- Edgar Sandalo : professeur Delgado
- Jocelyn Oxlade
- Slater Young : Antonio Lagdameo, Jr.
- Cheska Iñigo
- Lui Manansala
- Dar Bernardo
- John Cando as Joel
- Via Antonio
- Petite : Tiny
- Andrea Brillantes : Celyn Buenaventura (jeune)
- Giann Marithe Solante : Margaux Marasigan (jeune)
- Jerome Michael « JM » Briones : Liam Lagdameo (jeune)
- Ricky Castro : Ethan Castillo (jeune)
- Khaycee Aboloc : Aliyah (jeune)
- Cajo Gomez : Joshua Buenaventura (jeune)

## Diffusion
- ABS-CBN (2012-2013)
- Star TV
- Astro Bella
- KTN
- Bukedde TV
- AIT
- Antenne Réunion (2015)
- RTI1
- RTS1 (2015)